# تحويل سوريا لدولة اتحادية
الاتحادية هي نظام إداري سياسي مجتمعي، يجمع بين إقليمين أو أكثر ضمن إطار أو سقف إداري موحد، مع تمتع كل إقليم بإدارته الذاتية، وتمثيل كافة المقاطعات أو الأقاليم في مؤسسات اتحادية عليا. 
فدرلة سوريا هو سيناريو لإنهاء الحرب الأهلية السورية. ويعني ذلك، على أوسع نطاق، تحويل الجمهورية العربية السورية المركزية إلى جمهورية فدرالية ذات تقسيمات فرعية مستقلة ذاتيا. العديد من الدول والجهات الفاعلة المشاركة في الحرب الأهلية السورية قد نظرت في فكرة «التقسيم الفدرالي»، وليس أقلها روسيا وممثلو الأمم المتحدة والولايات المتحدة. ولم يستبعد الرئيس بشار الأسد، إمكانية إنشاء دولة سورية فدرالية ديمقراطية. تركيا، على وجه الخصوص، معادية بقوة لفكرة إضفاء الطابع الفدرالي على سوريا لأنها تخشى التداعيات المحتملة على دولتها ذات الطابع المركزي الشديد.
بدأت المناقشات الأولى للنظام الفدرالى في سوريا بعد أن أطلقت رئيس حركة المجتمع التعددي رندا قسيس في أكتوبر 2013  نداءات دعت فيها كل القوى السياسية إلى فدرالية سوريا مؤكدة أن ذلك سيكون الحل الأمثل لسوريا الجديدة، انطلق على أثرها بعض الآراء المخالفة بدعوى أن الفدرالية سوف تتبع بشكل أو بآخر خطوطا عرقية وربما طائفية أيضا، فقد تم رفضها ك«تقسيم للبلاد» و«بلقنة» من جانب  خصومها ومنها المؤسسات الرئيسية للمعارضة السورية التي تتخذ من تركيا أو قطر مقرا لها مثل المجلس الوطني السوري والائتلاف الوطني لقوى الثورة والمعارضة السورية رفضت فكرة الفدرالية، في حين أن الأكراد في سوريا قد روجوا للفكرة، فيما دعت قسيس الحزب المعارض تيار الغد السوري الذي يوجد مقره في مصر إلى أن يتخذ موقفا وسطا.

## أهداف النظام الفدرالي
يهدف النظام الفدرالي إلى إيجاد حالة من التنسيق بين المقاطعات أو الأقاليم والمناطق ذات الخصوصية، بحيث تتمتع جميع المكونات والشعوب بهويتها وخصوصيتها، ضمن إطار التعايش السلمي، ويعرّف عند البعض بأنه أداة من أدوات التنظيم الإداري تقسم بموجبه نشاطات ومهمات الحكومة بين الحكومة الاتحادية وحكومات الوحدات المحلية بهدف التوفيق بين الوحدة القومية والمحافظة على حقوق الأقليات.
وبناء على ذلك فإن النظم الفدرالية تقوم على أساس جمع مختلف الفئات المجتمعية ضمن نظام موحد، وليس على أساس التقسيم أو الفصل بين المجموعات السكانية، لكن مفهوم الفدرالية أخذ أبعاداً مختلفة في المنطقة العربية نظراً لغياب الوعي بدور هذا النمط من النظم السياسية كمفهوم وإدارة وأسلوب حكم وتنمية وحل للمشكلات القومية والإدارية، إذ ينظر إليه في العديد من الدول الغربية على أنه أفضل طريقة للحفاظ على الوحدة الجغرافية للدول التي قطعت الأقاليم فيها شوطاً كبيراً في الاستقلال الإداري عن السلطة المركز.
أما في سوريا فقد وقعت مطالبات لبعض الجماعات السياسية لإنشاء كيان فدرالي على أُسس إثنية، ففى أكتوبر 2013 دعت رئيس حركة المجتمع التعددي رندا قسيس إلى فدرالية سوريا وأكدت أنها الحل الأمثل لسوريا الجديدة بل الحل الأكثر واقعية لتطلق بذلك الشرارة الأولى لتلك الدعوات، خاصة أن النظام الفدرالي يرتكز على التنوع الإتني والديني وهو العمود الأول للنسيج السوري، ثم خرج حزب الاتحاد الديمقراطي الكردي وذراعه العسكري «وحدات حماية الشعب» بالتأكد على دولة فدرالية تتيح لهم الانفصال بحكم إقليم يطلقون عليه اسم «روجافا»، وذلك  مقابل دعوات سبق وأن أطلقها وزير الخارجية الأمريكي الأسبق هنري كيسنجر لإنشاء كيان فدرالي في سوريا على أسس إثنية وطائفية، وتكررت دعوات ودراسات من قبل العديد من مراكز البحث الغربية تدعو إلى إنشاء نظام فدرالي في سوريا.

## التسلسل الزمني خلال الحرب الأهلية السورية
في 17 مارس 2016، أعلنت فدرالية شمال سوريا – روج آفا من جانب واحد اتحادا لمقاطعات مستقلة على غرار كانتونات سويسرا، وهي مقاطعة عفرين، ومقاطعة الجزيرة، ومقاطعة كوباني، وكذلك مقاطعة الشهباء. ويعتبر أنصاره أن الاتحاد يشكل نموذجا لسوريا ككل. رفضت الحكومة السورية الخطوة هذه، وعارضتها تركيا والولايات المتحدة.
في سبتمبر 2016، خرج الأمين العام لجامعة الدول العربية، أحمد أبو الغيط، في مقابلة كأحد أوائل السياسيين الإقليميين الذين اتخذوا موقفا عاما من اجل اضفاء الطابع الفدرالي على سوريا. وقال إن إقامة نظام فدرالي في سوريا «سيضمن الحفاظ على المؤسسات والوحدة» وأن النظام الفدرالي سيكون «الحل الأنسب لحماية البلاد من الدمار».
في أكتوبر 2016، تم الإبلاغ عن مبادرة روسية من أجل الفدرلة مع التركيز على شمال سوريا، دعت في جوهرها إلى تحويل المؤسسات الموجودة في فدرالية شمال سوريا – روج آفا إلى مؤسسات شرعية سورية؛ وأفيد أيضا برفض الحكومة السورية لها في الوقت الراهن.
بعد محادثات السلام المتعددة الأطراف التي جرت في أستانا في يناير 2017، عرضت روسيا مشروع دستور مقبل لسوريا، سيؤدي، في جملة أمور، إلى تحويل «الجمهورية العربية السورية» إلى «الجمهورية السورية»، وإدخال السلطات اللامركزية، فضلا عن عناصر من النظام الاتحادي مثل«جمعية المناطق»، وتعزيز البرلمان على حساب الرئاسة، وتحقيق العلمانية بإلغاء الفقه الإسلامي كمصدر للتشريع. وفي الشهر نفسه، قال وزير خارجية المملكة المتحدة بوريس جونسون إن «تنفيذ اتفاق على نمط دايتون في سوريا وإدخال شكل من أشكال الحل الفدرالي في سوريا (...) قد يكون حقا الطريق الصحيح للأمام أو السبيل الوحيد إلى الامام في نهاية كل هذا».

## نقاط حول إعادة تشكيل السلطة في سوريا على أسس فدرالية:[32]
منع التدخل الخارجي: السوريون وحدهم هم من يقررون هوية الدولة ونظام الحكم المستقبلي، وليس من حق أية دولة أن تتقدم بأية أطروحات في هذا الإطار، لإن فتح مجال التداول حول مستقبلل الكيان السوري في المحافل الدولية هو الباب الأوسع للتدخل الخارجي لفقدان السيادة على الأرض، ولا شك في أن أهم شروط نيل الحرية والسيادة والاستقلال هو منع أي تدخل خارجي في الشأن المحلي.
التمييز بين مشاريع التقسيم وبين النظم الفدرالية: الفدرالية ليست شراً محضاً، وهنالك تجارب ناجحة للنظم الفدرالية في العالم، لكن ما يجب أن يتنبه له السوريون هو التمييز بين إنشاء نظام فيدارلي على أسس إدارية وبين مشاريع التقسيم التي تروج لها بعض الدول الخارجية على أسس إثنية وطائفية مما يمزق المجتمع السوري ويفضي إلى المزيد من الاقتتال ويضعف مؤسسات الحكم بدلاً من صيانتها.
ضرورة تحقيق الإجماع الشعبي: إن المحاولات التي تبذلها بعض القوى الإثنية لتحقيق نمط من الانفصال تحت مسمى الفدرالية هو أمر مرفوض، ولا يمكن السماح لمجموعة من السكان أن تفرضض نظام حكم على الأغلبية، بل لا بد من أن تتم القرارات الخاصة بمصير السوريين ومستقبل كيانهم السياسي بإجماع شعبي، فعندما قررت بريطانيا الخروج من الاتحاد الأوروبي لجأت إلى التصويت الشعبي، وهذه هي الطريقة التي يمكن من خلالها تقرير مستقبل البلاد وهويتها السياسية.
اتخاذ القرار عبر تفويض شعبي وليس بقوة السلاح: لا يمكن إنشاء كيان فدرالي مستقل بقوة السلاح، ولن تنجح محاولات بعض الجماعات الراديكالية المتطرفة في فرض نمط من الحكم على ى أغلبية المجتمع السوري من خلال سياسات التهجير القسري والتنكيل بمكونات سكانية مقابل تمكين مكونات أخرى، فهذه جريمة لا يمكن القبول بها، وهذا النمط العبثي لا يمكن أن يؤدي إلى نظام حكم فدرالي يوحد الأمة على كيان سياسي واحد، بل من شأنه أن يؤدي إلى حرب أهلية تشتبك فيها مختلف المكونات المجتمعية في صراع طويل الأمد، ولا بد من الحذر من هذه المشاريع الهدامة التي يتم الترويج لها تحت شعارات «الفدرالية» الزائفة.
الدراسة المتأنية والاستشراف السياسي: أية مفاوضات حول مستقبل نظام الحكم ومؤسساته يجب أن تتم داخل إطار المجتمع السوري، ولا بد قبل الشروع في الحديث عن الفدرالية من القيامم بعملية استشراف شاملة لتجارب التاريخ، فعندما خضعت سوريا للانتداب الفرنسي عام 1920، شرعت سلطة الانتداب في تطبيق نموذج فدرالي يقوم على أساس تقسيم البلاد إلى كانتونات طائفية، لكن المشروع انهار بالكامل بحلول عام 1936، واضطر الفرنسيون إلى الاعتراف بخطأهم والتخلي عن المشروع الفدرالي في سوريا.
تجارب الدول المجاورة: واجهت الدولة الحديثة التي نشأت في ظل الانتدابين الفرنسي والبريطاني مشاكل كبيرة في بُناها المؤسسية وفي علاقة السلطة بالمجتمع، وفي ظل الأوضاع الأمنية ة والسياسية السائدة في الدول المجاورة التي تقوم على أسس من التقسيم الفدرالي أو الدولة المركبة، يتعين على السوريين دراسة التجربة اللبنانية منذ تشكل الدولة اللبنانية وقياس مستوى الاستقرار ومراعاة مصالح سائر أبناء المجتمع من جهة، ودراسة التجربة العراقية منذ عام 2003 من جهة ثانية، وبعد ذلك فإنه من المتعين دراسة خصوصية التركيبة المجتمعية والجيوسياسية السورية، ففي ظل تداخل مختلف المجموعات السكانية في المدن الرئيسية وتجاور أبناء الأديان والإثنيات المختلفة في أحياء المدن والبلدات؛ فإنه  من غير الممكن تهجير أو ترحيل مجموعات سكانية لتحقيق مصالح مجموعات أخرى، وهذا لن يجلب الأمن ولا الاستقرار.
التخطيط والتأسيس السليم للمؤسسات البديلة: لو افترضنا بأن الشعب السوري قد اقر إنشاء نمط من السلطة الفدرالية في البلاد، فإنه من المتعين القيام بعملية تأسيس هادئة للخروج من تجربة ة الدولة البسيطة إلى تجربة الدولة المركبة، إذ يتطلب ذلك فترة ليست بالقصيرة من التخطيط المؤسسي لإعادة هيكلة الدولة ومؤسساتها، وصياغة عقد اجتماعي ودستوري لا يقوم على أساس المواطنة المتساوية، بل على أساس الخصوصية الإقليمية لولايات الكيان الفدرالي، وهو أمر لا يمكن أن يتم بتدخل خارجي أو بضغط من فئة سكانية فيما يضر بمصالح الأغلبية من المواطنين.

## السوابق التاريخية

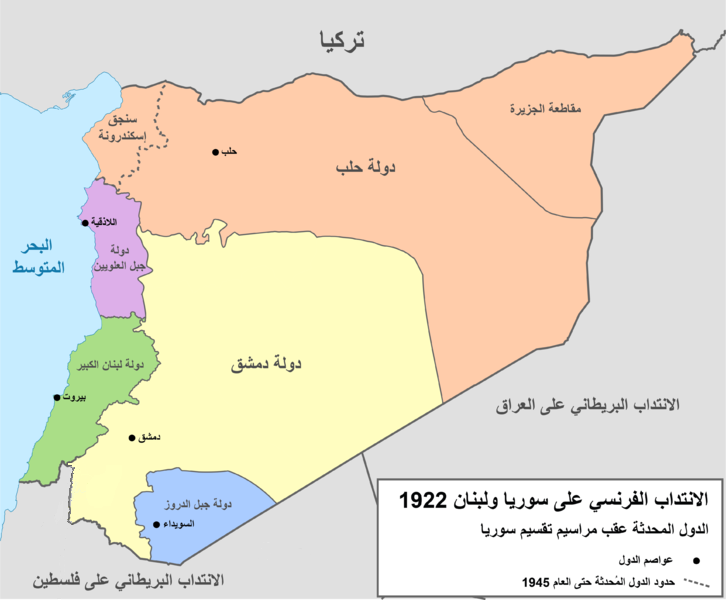
خريطة تظهر دول الانتداب الفرنسي من عام 1921 إلى عام 1922

خلال الانتداب الفرنسي، قُسّمت سوريا إلى العديد من الكيانات المستقلة ذاتيا، وكان معظمها يحمل اسم «الدولة» (بالفرنسية État)، وهذه الدول هي:
- دولة جبل العلويين
- مقاطعة الجزيرة
- دولة جبل الدروز (كانت تسمى أصلا دولة السويداء)
- دولة حلب
- دولة دمشق
- دولة لبنان الكبير
- دولة خطاي (كانت تسمى أصلا لواء إسكندرون)

لم تكن هذه الكيانات المستقلة ذاتيا مطابقة للتقسيم الإداري لسوريا العثمانية. وبعد ذلك، تم فصل اثنين من هذه الدول، هاتاي ولبنان، عن الأراضي السورية.

## وصلات خارجية
- موقع الاستعلام الإلكتروني للخدمات الحكومية
- الموقع الرسمي لمجلس الشعب السوري